# Pseudelaeodes proteoides
Pseudelaeodes proteoides är en fjärilsart som beskrevs av Sir George Hamilton Kenrick 1917. Pseudelaeodes proteoides ingår i släktet Pseudelaeodes och familjen nattflyn. Inga underarter finns listade i Catalogue of Life.